# Guillaume Pirouelle
Guillaume Pirouelle, né le 16 mai 1994 à Rouen, est un skipper français.

## Carrière
Guillaume Pirouelle naît en 1994 à Rouen[réf. nécessaire], il découvre la navigation dès l'âge de 4 ans et commence la compétition en Optimist à 8 ans. Il étudie à l'INSA Rennes dans la section Sciences et Génie des Matériaux, en bénéficiant d'un emploi du temps aménagé pour sa carrière sportive,.
Il devient champion du Monde jeune en 470 avec Valentin Sipan en 2015 à Thessalonique, puis remporte la médaille d'argent des Championnats d'Europe de 470 avec Jérémie Mion en 2017 à Monaco.
En 2019, la skipper normand remporte le tour de France à la voile en Diam 24 avec son équipe Beijaflore.
Il devient le nouveau skipper du Figaro Bénéteau de la Normandie (région administrative) pour les saisons 2021-2023.
Le navigateur prend le départ de sa première Transat Jacques Vabre en 2021 aux côtés de Renaud Courbon à bord du Class40 Clown-Hop,. Le duo normand arrive à la dix-neuvième place à Fort-de-France.
En 2022, il décroche la seconde place du classement général de la Solitaire du Figaro en remportant notamment la seconde étape entre Port-la-Forêt et Royan,,.
Début 2023, le jeune skipper rejoint l'équipage de Sodebo pour la Route de la Découverte.
Il embarque début avril 2023 avec Sophie Faguet pour prendre le départ du trophée Laura Vergne, l'équipage franchit la ligne d'arrivée à la première position à la Trinité-sur-Mer.
Le 30 avril 2023, le navigateur prend le départ de la Transat Paprec aux côtés de Sophie Faguet,. Le duo normand arrive à la quatrième position à Saint-Barthélemy,.

## Palmarès
- 2024 sur le Class40 Sogestran - Seafrigo (#197) :
  - 4e de la CIC Normandy Channel Race avec Cédric Chateau en 4 j 22 h 56 min 12 s
  - 5e de la Transat Québec-Saint-Malo avec Alexis Loison et Jules Ducelier en 14 j 20 h 9 min 26 s
  - vainqueur de la RORC Caribbean 600 avec Alexis Loison, Pierrick Letouzé et Valentin Sipan en 3 j 3 h 53 min 12 s[20]

- 2023 sur le Figaro Bénéteau 3 Région Normandie :
  - 4e du Championnat de France de course au large en solitaire[21]
  - 15e de la Solitaire du Figaro Paprec
  - vainqueur de la Solo Guy Cotten Concarneau[22]
  - vainqueur du Tour de Bretagne à la Voile avec Alexis Loison[23]
  - 4e de la Transat Paprec avec Sophie Farguet
  - 5e de la Solo Maitre CoQ
- 2022 sur le Figaro Bénéteau 3 Région Normandie :
  - 2e du Championnat de France de course au large en solitaire
  - 2e de la Solitaire du Figaro
  - 4e de la Solo Guy Cotten Concarneau
  - 10e de la Sardinha Cup avec Robin Follin
  - 3e de la course Le Havre Allmer Cup
  - 2e de la Solo Maitre CoQ
- 2021 :
  - Vainqueur Rolex Fastnet Race en IRC Double et IRC3 avec Alexis Loison sur « Léon » (JPK 1030)
  - 5e du Tour de Bretagne à la Voile avec Alexis Loison
  - 5e de la La Transat en Double - Concarneau - Saint-Barthélemy avec Alexis Loison sur Région Normandie en 18 j 07 h 34 min 16 s